# The Worst
«The Worst» — песня американских хардкор-рэп-групп Onyx и Wu-Tang Clan. Она была выпущена 23 декабря 1997 года лейблом Tommy Boy Records как сингл из саундтрека к фильму Ride и как первый сингл из третьего альбома группы Onyx, Shut ’Em Down.
Группа Onyx была представлена Fredro Starr, Sonny Seeza, Sticky Fingaz и партнёром группы, X1. Группа Wu-Tang Clan была представлена Method Man, Raekwon и партнёром группы, Killa Sin.
Сингл «The Worst» попал в три разных чарта американского журнала Billboard.

## Предыстория
Песня появилась на саундтреке к фильму Ride. Фредро Старр, Стики Фингаз и Сонни Сиза даже снялись в этом фильме, который первоначально назывался I-95. В феврале 1998 года в интервью для MTV Стики Фингаз рассказал о сотрудничестве с группой Wu-Tang Clan:
«…Это было сотрудничество. Речь идёт о худших из худших, то есть о самых лучших. Мы худший кошмар для всех в хип-хопе. Когда мы записывали этот трек на студии, мы писали его всю ночь, Method Man сказал, что он не уйдёт со студии, пока этот трек не будет закончен.»
В феврале 1998 года песня также была включена в промо-релиз лейбла Def Jam Shut 'Em Down (Exclusive Advance) под названием «Onyx vs. Wu-Tang».

## Музыкальное видео
Музыкальное видео было снято режиссёром Дайан Мартел и изображает постапокалиптический мир, где рэп запрещён. Съёмки клипа происходили в районе Чайна-таун в Манхэттене в Нью-Йорке в декабре 1997 года. Премьера клипа состоялась 14 марта 1998 года на кабельном канале The BOX. Видео можно найти на DVD-диске Onyx: 15 лет видео, истории и насилия 2008 года.

## Список композиций
Сторона А:
1. «The Worst» (radio edit) — 4:55
2. «The Worst» (instrumental) — 5:37

Сторона Б:
1. «The Worst» (album version) — 5:34
2. «The Worst» (instrumental) — 5:37

## Семплы
- «Up Against the Wall» композитора Куинси Джонс
- «Supercalifragilisticexpialidocious» американских актёров Джули Эндрюс и Дика Ван Дайка
- «Protect Ya Neck» рэп-группы Wu-Tang Clan
- «Step to the Rear» рэп-группы Brand Nubian
- «Chitty Chitty Bang Bang» американских актёров Дика Ван Дайка и Салли Энн Хоус

## Участники записи
- Оникс — исполнитель, вокал
- Фредро Старр — исполнитель, вокал
- Стики Фингаз — исполнитель, вокал
- Сонни Сиза — исполнитель, вокал
- Экс Уан — исполнитель, вокал
- Метод Мэн — исполнитель, вокал
- Рейквон — исполнитель, вокал
- Килла Син — исполнитель, вокал
- Латиф — продюсер
- Дон Эллиотт — запись и сведение
- Диджей ЛС Уан — дополнительный инженер по сведению, скрэтчи

## Чарты

### Еженедельные чарты
| Чарт                                              | Позиция |
| ------------------------------------------------- | ------- |
| US Hot R&B/Hip-Hop Singles & Tracks (Billboard)   | 64      |
| US Hot Rap Singles (Billboard)                    | 22      |
| US Hot Dance Music/Maxi-Singles Sales (Billboard) | 6       |